# Liste der Kulturgüter in Oberiberg
Die Liste der Kulturgüter in Oberiberg enthält alle Objekte in der Gemeinde Oberiberg im Kanton Schwyz, die gemäss der Haager Konvention zum Schutz von Kulturgut bei bewaffneten Konflikten, dem Bundesgesetz vom 20. Juni 2014 über den Schutz der Kulturgüter bei bewaffneten Konflikten sowie der Verordnung vom 29. Oktober 2014 über den Schutz der Kulturgüter bei bewaffneten Konflikten unter Schutz stehen.
Objekte der Kategorie A sind im Gemeindegebiet nicht ausgewiesen, Objekte der Kategorie B sind vollständig in der Liste enthalten, Objekte der Kategorie C fehlen zurzeit (Stand: 1. Januar 2023). Unter übrige Baudenkmäler sind zusätzliche Objekte zu finden, die gemäss Angaben des kantonalen Denkmalschutzes als geschützte Denkmäler eingestuft wurden und nicht bereits in der Liste der Kulturgüter enthalten sind.

## Kulturgüter
| Foto |                                                                           | Objekt                                        | Kat. | Typ | Standort                           | Beschreibung                                                                              |
| ---- | ------------------------------------------------------------------------- | --------------------------------------------- | ---- | --- | ---------------------------------- | ----------------------------------------------------------------------------------------- |
| ja   | Datei hochladen · Wikidata zu Jessenenbrücke - Teil Oberiberg (Q29881800) | Jessenenbrücke KGS-Nr.: 04834                 | B    | G   | Jässenenbrücke 702596 / 212370     | Objekt liegt hälftig auf dem Gemeindegebiet von Oberiberg und Unteriberg (KGS-Nr. 12994). |
| ja   | Datei hochladen · Wikidata zu Pfarrkirche St. Johannes (Q29881801)        | Pfarrkirche St. Johannes KGS-Nr.: 04835       | B    | G   | Kirchenstrasse 48 702429 / 210935  |                                                                                           |
| ja   | Datei hochladen · Wikidata zu Altes Pfarrhaus / Gemeindehaus (Q29881793)  | Altes Pfarrhaus / Gemeindehaus KGS-Nr.: 12895 | B    | G   | Kirchenstrasse 44 702458 / 210904  |                                                                                           |
| ja   | Datei hochladen · Wikidata zu Friedhofkapelle (Q29881795)                 | Friedhofskapelle KGS-Nr.: 12896               | B    | G   | Kirchenstrasse 48a 702460 / 210872 |                                                                                           |
| ja   | Datei hochladen · Wikidata zu Haus Johannesberg (Q29881797)               | Haus Johannesberg KGS-Nr.: 12897              | B    | G   | Tschalunstrasse 9 702038 / 210564  |                                                                                           |

## Übrige Baudenkmäler
| ID     | Foto |                 | Objekt            | Typ | Standort                                     | Beschreibung |
| ------ | ---- | --------------- | ----------------- | --- | -------------------------------------------- | ------------ |
| 08.003 | BW   | Datei hochladen | Kapelle Spätzeren | G   | Spätzeren 701215 / 211114                    |              |
| 08.006 | ja   | Datei hochladen | Tätschhaus        | G   | Tschalunstrasse 50 701562 / 210369           |              |
| 08.007 | BW   | Datei hochladen | Haus Tschalun     | G   | Sagentobelstrasse 2 701702 / 210364          |              |
| 08.008 | ja   | Datei hochladen | Haus Stolzboden   | G   | Jessenenstrasse 35 701828 / 210941           |              |
| 08.009 | BW   | Datei hochladen | Haus Ried         | G   | Spätzerenstrasse 700990 / 211224             |              |
| 08.010 | BW   | Datei hochladen | Haus Dolen        | G   | Spätzerenstrasse 27 701579 / 210705          |              |
| 08.014 | ja   | Datei hochladen | Giebelhaus        | G   | Tschalunstrasse 42 701618 / 210421           |              |
| 08.015 | ja   | Datei hochladen | Giebelhaus        | G   | Tschalunstrasse 40 701659 / 210420           |              |
| 08.016 | ja   | Datei hochladen | Tätschhaus        | G   | Nüseeben, Tschalunstrasse 22 701889 / 210558 |              |
| 08.017 | ja   | Datei hochladen | Tätschhaus        | G   | Nüseeben, Bödelistrasse 1 701811 / 210570    |              |
| 08.018 | ja   | Datei hochladen | Tätschhaus        | G   | Nüseeben, Tschalunstrasse 26 701804 / 210512 |              |
| 08.019 | ja   | Datei hochladen | Tätschhaus        | G   | Nüseeben, Bödelistrasse 3 701829 / 210587    |              |

Legende: Siehe Legende der Liste der Kulturgüter von nationaler und regionaler Bedeutung. Anstelle der KGS-Nummer wird als Objekt-Identifikator (ID) die Nummer im Kantonalen Schutzinventar (KSI) verwendet.